# Шикачик молуцький
Шика́чик молуцький (Coracina atriceps) — вид горобцеподібних птахів родини личинкоїдових (Campephagidae). Ендемік Індонезії.

## Підвиди
Виділяють два підвиди:
- C. a. atriceps (Müller, S, 1843) — острів Серам;
- C. a. magnirostris (Bonaparte, 1850) — острови Тернате, Хальмахера, Касірута і Бачан.

## Поширення і екологія
Молуцькі шикачики мешкають на Молуккських островах. Вони живуть у вологих рівнинних тропічних лісах, в саванах, на полях і плантаціях.